# Mika Ahola
Mika Ahola (Hämeenlinna, 13 dicembre 1974 – Barcellona, 15 gennaio 2012) è stato un pilota motociclistico finlandese specialista nelle competizioni enduro.

## Carriera
I suoi primi risultati importanti nel mondo delle competizioni del motociclismo risalgono al 1991, anno in cui ha ottenuto il suo primo titolo nazionale finlandese nella categoria Junior. Le prime presenze sui palcoscenici internazionali sono invece del 1993 in sella ad una Husqvarna; nei quattro anni di utilizzo di queste motociclette ha conquistato altri due titoli nazionali finlandesi e, nel 1996, con la squadra nazionale finlandese, ha ottenuto la vittoria nella Sei Giorni Internazionale di Enduro.
Nel 1997 è passato alla guida della italiana TM con la quale ha subito ottenuto il primo risultato di rilievo della carriera da singolo, giungendo al secondo posto nel Campionato mondiale di enduro. Nel 1998 e 1999 ottiene altri due successi con la nazionale finlandese nella Sei Giorni di Enduro. Tra l'altro, sempre dal 1998, si è trasferito a vivere in Italia.
Nel 2001 è passato alla VOR raccogliendo in tre anni due secondi e un terzo posto nella classifica finale del mondiale; dopo altri due anni trascorsi in sella nuovamente ad una Husqvarna, nel 2006 c'è il passaggio in HM Honda del team Jolly Racing di Franco Mayr. Proprio con la moto giapponese sono iniziati i suoi maggiori successi: dal 2007 al 2011 si è aggiudicato cinque titoli mondiali nelle classi E1 (2007, 2008), E2 (2009, 2010), E3 (2011); è il primo ed unico fino ad ora ad aver vinto il mondiale in tutte le classi, e l'unico ad aver vinto 5 volte consecutivamente il WEC. Nel frattempo al suo palmarès si sono anche aggiunti altri quattro successi con la nazionale, portando a sette gli allori nella Sei Giorni.
È morto il 15 gennaio 2012 all'età di 37 anni in una clinica di Barcellona per i postumi di un incidente in moto occorsogli tre settimane prima durante una sessione di allenamento. Era di pochi giorni prima, l'annuncio del suo ritiro dalle competizioni comunicato con una lettera aperta e che aveva colto tutti di sorpresa: aveva infatti appena firmato un contratto per la Jotagas, un'azienda al debutto per la quale aveva deciso di correre nella stagione seguente, lasciando l'HM HONDA del team Jolly Racing dopo gli ottimi anni trascorsi insieme.